# Litovel
Litovel (tjekkisk udtale: [ˈlɪtovɛl]; tysk: Littau) er en by i distriktet Olomouc i regionen Olomouc i Tjekkiet med omkring 9.700 indbyggere. Den historiske bymidte er velbevaret og er beskyttet ved lov som en bymæssig monumentzone.

## Inddeling
Landsbyerne Březové, Chudobín, Myslechovice, Nasobůrky, Nová Ves, Rozvadovice, Savín, Tři Dvory, Unčovice og Víska er administrative dele af Litovel.

## Geografi
Litovel ligger omkring 16 km nordvest for Olomouc. Den ligger i et fladt landbrugslandskab i lavlandet ved øvre Morava. Det højeste punkt er bakken Šumina med en højde på 418 moh. Morava floden og dens seks grene strømmer gennem byen, hvilket gav den tilnavnet "Mährisk Venedig" (Morava er det tjekkiske navn for Mähren).
Den nordlige del af kommunens område ligger i det beskyttede landskabsområde Litovelské Pomoraví, som er opkaldt efter byen.

## Historie
Den første skriftlige omtale af Litovel er fra 1287, ældre dokumenter har vist sig at være forfalskninger. Byen blev grundlagt mellem 1252 og 1256 af Ottokar 2. af Bøhmen.
I 1327 tillod kong Johan af Bøhmen byen at bygge mure. Kongebyen udviklede sig indtil Hussitkrigene. Efter krigen bad Litovel om tildeling af en beskytter og kom under beskyttelse af familien Vlašim fra Úsov. I det 16. århundrede erhvervede herrerne i Boskovice Úsov-herredømmet, Litovel blev deres ejendom og den mistede sin statut af en kongelig by.
I begyndelsen af det 17. århundrede blev Litovel erhvervet af huset Liechtenstein og mistede sin betydning. Byen blev yderligere påvirket af Trediveårskrigen, hvorunder den blev plyndret af den svenske hær, og af pestepidemier.
I 1850 blev Litovel en distriktsby og begyndte at vokse med tilstrømningen af indbyggere fra omgivelserne. Den tjekkiske befolkning begyndte at sejre over den tyske, og byen blev et centrum for tjekkisk kultur og uddannelse. I begyndelsen af det 20. århundrede begyndte handel og industri at udvikle sig hurtigt, og nye fabrikker til forarbejdning af landbrugsprodukter blev etableret.